# Abdij Hemelsdale
De Abdij Hemelsdale werd in 1237 gesticht in Esen bij Diksmuide en vestigde zich in 1672 in de Sint-Clarastraat in Brugge.

## Vliegende abdij
In 1237 schonk Elisabeth van Steenvoorde haar bezittingen aan de cisterciënzerinnenabdij van Rijsel, op last voor haar een nieuw klooster op te richten in Esen bij Diksmuide. Dit gebeurde op het landgoed genaamd 'De Heide' dat omgedoopt werd tot 's Hemelsdale. In 1270 verhuisde de abdij naar Zillebeke bij Ieper, waar veel goederen aan haar waren overgedragen. In 1295 verhuisde ze naar Werken bij Diksmuide, waar ze de pas opgerichte gebouwen overnam van een clarissengemeenschap die naar Petegem-aan-de-Schelde was verhuisd.
In 1578 werd het klooster van Werken vernield door de bosgeuzen en de zusters vluchtten naar de Oranjeboomstraat in Brugge en naar Torhout. In 1592 verenigden ze zich opnieuw in Nieuwpoort en verbleven er tot in 1607 in een toevluchtshuis van de Abdij Onze-Lieve-Vrouw Ten Duinen. 
In dit jaar vertrokken ze naar Diksmuide en bouwden er aan de rand van de stad een nieuwe abdij. In 1671 werd op bevel van de militaire overheid de abdij ontruimd en voor de aanleg van nieuwe stadsversterkingen volledig gesloopt.
De talrijke opeenvolgende vestigingen maakten dat men het soms over de Vliegende Abdij had.
Eind 1797 kwam de gonne van de gesupprimeerde Abdij in Werken te koop, die op dit moment reeds verhuurd was.

## In Brugge
De kloostergemeenschap trok naar Brugge, logeerde voorlopig in de refuge van de abdij van Oudenburg en kocht gronden in de Sint-Clarastraat. Zo begon ze in 1672 voor de vijfde maal aan de bouw van een nieuwe abdij. De gebouwen werden vanwege de geringe geldmiddelen met tussenpozen opgericht. De zusters voorzagen in inkomsten door het houden van een kostschool voor meisjes.
De abdijkerk toegewijd aan de heilige Aldegonda, werd in 1716 door de Brugse bisschop Hendrik Jozef van Susteren ingewijd.
In 1796 werd het klooster afgeschaft en als nationaal goed verkocht. De abdis Humbeline Storme slaagde erin de abdij terug te kopen en het kloosterleven te hervatten. Ze stierf als eenendertigste abdis op 13 november 1804. De kloostergemeenschap slaagde er onvoldoende in om zich te vernieuwen en stierf langzaam uit. Onder het Verenigd Koninkrijk der Nederlanden was immers verbod opgelegd om nog novicen aan te nemen. In 1827 bleven nog slechts drie kloosterzusters over en ze verkochten de abdij aan de Dames van het Christelijk Onderwijs uit Gent, die er tot in 1880 een kostschool open hielden, tot ze naar een nieuwe eigendom op het Sint-Jansplein verhuisden. Bij die gelegenheid verkochten ze het meubilair dat ze destijds mee hadden overgenomen en dat verspreid geraakte in België, Frankrijk en tot in de Verenigde Staten. De drie laatste cisterciënzerzusters bleven in hun oude abdij wonen. De laatste, Zuster Aleidis Buylaert, geboren in Pervijze in 1768, overleed er in 1847.
De staat werd de nieuwe eigenaar. Van 1882 tot 1888 was er de rijksnormaalschool gevestigd, tot deze naar nieuwe gebouwen in de Sint-Jorisstraat verhuisde. Vervolgens nam het Belgisch leger de gebouwen in gebruik als opslagplaats en als bakkerij, tot in 1948. Vervolgens werd een deel van de gebouwen ingenomen door de rijksmiddelbare school.
Na de Tweede Wereldoorlog werd beslist dat het Koninklijk Atheneum naar deze plek zou verhuizen en dat de waardevolle abdijgebouwen volledig zouden worden gesloopt. Na protest door de stad Brugge en door lokale verenigingen en na een bezoek door de leden van de Koninklijke Commissie voor Monumenten en Landschappen, werd beslist door de bevoegde minister dat de abdij, alhoewel een merkwaardig gebouw, mocht worden gesloopt, mits de kerk zou worden behouden en gerestaureerd, om dienst te doen als refter en als turnzaal of conferentiezaal. In 1954 werd het nieuwe atheneumgebouw door minister van Openbare Werken Omer Vanaudenhove ingehuldigd. Dit gebeurde in volle schoolstrijd en ging gepaard met een betoging door tegenstanders van het rijksonderwijs.
Van restauratie van de kerk kwam niets in huis. Het gebouw liet men moedwillig aftakelen. In 1955 stortten een paar traveeën in. Vanaf 1962 werd bij herhaling een slopingsaanvraag ingediend, die door de stad Brugge telkens werd geweigerd. In 1966 werd een rechtstreekse ministeriële slopingsvergunning verleend 'omwille van het instortingsgevaar' en die kreeg aanstonds gevolg. De belofte was om het gebouw weer op te bouwen en gedurende jaren lag het afbraakmateriaal van bakstenen, balken, schalies en torentje er opgestapeld, tot het grootste deel door geïnteresseerden was meegenomen. Van herbouwen was geen sprake meer en in de jaren 1980 werd een nieuw nutsgebouw ten dienste van het atheneum opgetrokken.
Patrick Devos schreef in zijn boek Brugge, herwonnen schoonheid, dat de verantwoordelijken voor dergelijke brutaliteit in de geschiedenis van de monumentenzorg en het stedenschoon te Brugge een bijzonder indrukwekkende zwarte bladzijde (hadden) geschreven.